# Ołeksandr Ohłobłyn
Ołeksandr Petrowycz Ohłobłyn, ukr. Олександр Петрович Оглоблин (ur. 24 listopada?/6 grudnia 1899 w Kijowie, zm. 16 lutego 1992 w Springfield) – ukraiński działacz społeczny i polityczny, historyk i archiwista.
Właściwe nazwisko – Meźko (nazwisko Ohłobłyn pochodzi od ojczyma). Uczył się w III męskim gimnazjum w Kijowie, w 1917 wstąpił na fakultet historyczno-filologiczny Uniwersytetu Kijowskiego. Po jego ukończeniu pracował jako nauczyciel języka ukraińskiego w gimnazjum pod Kijowem. W latach 1921–1941 wykładowca Uniwersytetu Kijowskiego, w 1926 obronił doktorat. W latach 1930–1931 aresztowany przez OGPU. W latach 30. XX wieku dyrektor Kijowskiego Centralnego Archiwum Akt Dawnych, pracownik naukowy Instytutu Historii Akademii Nauk Ukraińskiej SRR. 
Od września do października 1941 był burmistrzem okupowanego przez Niemcy Kijowa. Od 1943 na emigracji.
W latach 1968–1970 profesor Uniwersytetu Harvarda.
Autor prawie 1000 prac naukowych.

## Wybrane prace
- Wybrane prace w bibliotece ЧТИВО